# El fuego secreto de los filósofos
El fuego secreto de los filósofos. Una historia de la Imaginación (en inglés The Philosophers' Secret Fire. A History of the Imagination) es un ensayo de 2002 del escritor inglés Patrick Harpur.

## Sinopsis
La obra de Harpur representa en un solo volumen una historia completa de la Imaginación. Para ello parte de campos tan heterogéneos como la filosofía y mitología griegas, la poesía romántica, la alquimia, la psicología analítica, la magia renacentista, el chamanismo, la ciencia moderna, los relatos de hadas y fantasmas, la náusea de Darwin o la magdalena de Proust. Su cometido es mostrar un coherente itinerario por el que han pasado todas las diferentes sociedades humanas que han querido dotar a su mundo con un sentido pleno de imágenes.
Harpur replantea los rígidos "mitos" de nuestro universo racional contemporáneo a fin de recordar la existencia de esta sutil manera metafórica de visión imaginativa.
Según Harpur, el defecto fundamental de la conciencia postcartesiana radica en literalizar la realidad desde una perspectiva particular que pretende ser la única y verdadera visión del mundo real. Sin embargo, la realidad está lejos de ser algo simple y literal, y nuestra visión del mundo es solo una visión, pero no el mundo. La Imaginación permite asumir que solo es posible contemplar el mundo a través de alguna perspectiva imaginativa o mito. "En realidad, el mundo que vemos siempre corresponde al mito en el que estamos", sea del género que sea. Toda literalidad conduce irremediablemente a la ceguera.